# Ryunosuke
Albums de Mud Flow
A life on standby
(2004)
Ryunosuke est le quatrième album, enregistré en 2007, du groupe de rock alternatif belge Mud Flow. Son nom fait vraisemblablement référence à Akutagawa Ryunosuke, écrivain japonais, auteur de contes.
On y trouve une musique, à l'inverse du précédent album A life on standby, globalement joyeuse.
Celle-ci est plus "pop", notamment The Story Was Best Left Untold qui rappelle Pink Floyd. La voix joue une part prépondérante.
À cela, on regrettera peut-être le manque d'expérimentations, de sauvageries qui étaient chères à A life on standby (ce petit côté dEUS).[non neutre]
Aux dires de Vincent Liben, cet album se situe plus comme un « frère », c'est-à-dire une complémentarité avec A life on standby.

## Liste des morceaux
| No  | Titre                           | Durée |
| --- | ------------------------------- | ----- |
| 1.  | My Fair Lady Audrey             | 8:10  |
| 2.  | The Number One Play of the Year | 5:47  |
| 3.  | Planes                          | 4:42  |
| 4.  | Ryunosuke                       | 7:09  |
| 5.  | In Time                         | 4:41  |
| 6.  | Trampoline                      | 4:08  |
| 7.  | Monkey Doll                     | 3:24  |
| 8.  | Waltz 1                         | 4:52  |
| 9.  | The Story Was Best Left Untold  | 7:20  |
| 10. | Shooting Star                   | 4:20  |